# The Elephant Riders
Albums de Clutch
Clutch
(1995) Jam Room
(1999)
The Elephant Riders est le troisième album du groupe américain de stoner rock Clutch, publié le 14 avril 1998, par Columbia Records.

## Liste des chansons
Toutes les chansons sont écrites et composées par Clutch.
| No  | Titre                         | Durée |
| --- | ----------------------------- | ----- |
| 1.  | The Elephant Riders           | 3:50  |
| 2.  | Ship of Gold                  | 4:22  |
| 3.  | Eight Times Over Miss October | 4:21  |
| 4.  | The Soapmakers                | 2:57  |
| 5.  | The Yeti                      | 4:59  |
| 6.  | Muchas Veces                  | 5:44  |
| 7.  | Green Buckets                 | 3:52  |
| 8.  | Wishbone                      | 3:43  |
| 9.  | Crackerjack                   | 5:10  |
| 10. | The Dragonfly                 | 10:16 |